# Lincos
Lincos（リンコス）は人工言語の一つ。1960年にハンス・フロイデンタール博士が自身の本 “Design of a Language for Cosmic Intercourse” で示した。理知的な無線通信を用い、知的な地球外生命に理解のしやすいよう設計された言語である。フロイデンタールは地球のいかなる言語や文法を知らずして理解のしやすい言語にすべきと考えていた。Lincosは「我々の知識の積荷」を詰める大きさに設計された。

## 概念と範囲
いかなるメッセージの前に伝えられるべきLincos辞書は、自然数や二進法による簡単な算術（加算、減算、乗算、除算）を表す単純な波長のパターンで始まっている。等式や比較、変数や定数の概念は例を用いて説明され、続いて命題論理や集合論、一階述語論理が説明されている。次に辞書は時間を説明する語彙や持続時間の測定法、現在と過去、未来を語ることについてからなる。三番目は最も複雑で、個人間の対話と行動を説明するのに必要な言語や概念を伝えることが試みられている。互いに話す様子や質問、不賛成、引用、探求、約束、遊ぶことなどの例を使っている。最後に四番目では質量、体積、運動に関する言語や概念が説明されている。この最後は人間や太陽系の物理的性質を説明しようとしている。
二冊目が書かれる予定であったが、物体や地球、命、行動の4つの項目を加えたものは書かれることはなかった。他の研究者たちは以来少しずつ拡張してきた。一つの例はCosmicOSである。もう一つはライデン大学のオランダ－スウェーデン文学者で数学者のAlexander Ollongrenが直観論理を用いて作った第二世代Lingua Cosmicaである。
何十年の間、実際の通信にLincosは使われてこなかった。カナダの天体物理学者Yvan DutilとStéphane DumasがDefence Research and Development Canadaで働き、知的生命体との交信を目的としたメッセージのノイズ耐性コーディングシステムを作るまで、Lincosは理論的な運動に留まっていた。1999年、Lincosで書かれたメッセージがエンコードされ、ウクライナの電波望遠鏡Yevpatoria RT-70を使って近い惑星に対し送信された。2003年に他の惑星を対象に実験は繰り返された。メッセージはいくつかの基礎的な数学、物理学、天文学を説明した一連のページであった。Dutil–Dumas実験はEncounter 2001と呼ばれる組織によって推進された。

## 例
| Lincos 文          | 意味                                          |
| ------------------ | --------------------------------------------- |
| Ha Inq Hb ?x 2x=5  | Ha says to Hb: What is the x such that 2x=5?  |
| Hb Inq Ha 5/2      | Hb says to Ha: 5/2.                           |
| Ha Inq Hb Ben      | Ha says to Hb: Good.                          |
| Ha Inq Hb ?x 4x=10 | Ha says to Hb: What is the x such that 4x=10? |
| Hb Inq Ha 10/4     | Hb says to Ha: 10/4.                          |
| Ha Inq Hb Mal      | Ha says to Hb: Bad.                           |
| Hb Inq Ha 1/4      | Hb says to Ha: 1/4.                           |
| Ha Inq Hb Mal      | Ha says to Hb: Bad.                           |
| Hb Inq Ha 5/2      | Hb says to Ha: 5/2.                           |
| Ha Inq Hb Ben      | Ha says to Hb: Good.                          |

フロイデンタールの本の三項から、Lincosの例。一人がもう一人に対し質問している様子。"true"と"false"に相当する"good"と"bad"の違いに注意。10/4は正しい答えなのでVer("true")が妥当な返答ではあるが、それではまだ約分ができるため、彼の求める答えではなく、彼はMal("bad")と代わりに答えた。
もう一つの例で会話を表す。
| Lincos 文                    | 意味                                                   |
| ---------------------------- | ------------------------------------------------------ |
| Ha Inq Hb ?x 4x=10           | Ha says to Hb: What is the x such that 4x=10?          |
| Hb Inq Hc ?y Inq Hb ?x 4x=10 | Hb says to Hc: Who asked me for the x such that 4x=10? |
| Hc Inq Hb Ha                 | Hc says to Hb: Ha.                                     |

## その他
映画「コンタクト」の中で地球外知的生命体探査をしている天文学者はLincosに似た辞書で書かれた言葉の無線通信を宇宙から受信している。